# Liste der Naturdenkmale in Gumbsheim
Die Liste der Naturdenkmale in Gumbsheim nennt die im Gemeindegebiet von Gumbsheim ausgewiesenen Naturdenkmale (Stand 29. Februar 2024).

## Ehemalige Naturdenkmale
| Nr. | Bezeichnung          | Lage                               | Beschreibung                                                                               | Bild            |
| --- | -------------------- | ---------------------------------- | ------------------------------------------------------------------------------------------ | --------------- |
|     | Menhir von Gumbsheim | östlich des Ortes am Rohrbach Lage | Menhir, wohl jungsteinzeitlich, versetzt; Rechtsverordnung aufgehoben, jetzt Kulturdenkmal | Fotos hochladen |